# Sherlock Holmes
Sherlock Holmes ([ˈšəːrlɒk ˈhoumz] či [-ˈhoulmz]) je literární postava soukromého detektiva z povídek a románů sira Arthura Conana Doyla, jehož případy se odehrávají v období od druhé poloviny 19. století do počátku 20. století. Celé dílo obsahuje 4 romány a 56 povídek, které byly uveřejňovány v letech 1887 až 1927. Postavy z románů později ožily ještě mnohokrát v dílech jiných autorů na papíře, filmovém plátně, v rozhlase, v televizi i na počítačových monitorech (české holmesovské pastiše napsal například Rudolf Čechura).
Sherlock Holmes bydlel na adrese Baker Street 221b ve Westminsteru v Londýně v podnájmu u paní Hudsonové. Dnes je zde zřízeno muzeum Sherlocka Holmese. Zápisky o 56 vybraných případech pořídil jeho největší přítel a spolupracovník doktor John Watson, 2 případy popsal detektiv sám a 2 jsou psány ve 3. osobě. Jedná se však jen o nepatrný zlomek, neboť celkový počet Holmesových případů přesahuje 2 000. Měl bratra Mycrofta, který byl o 7 let starší. Holmes nebyl nikdy ženatý. Byl znám svým rezervovaným postojem k ženám s jedinou výjimkou – zpěvačkou Irenou Adlerovou z příběhu Skandál v Čechách. Jeho největší zálibou bylo kouření dýmky a hra na housle. Dalšími atributy byly lupa, kostkovaná čepice a chemické pokusy.
V povídce Poslední případ z roku 1893 se setkal se svým největším rivalem, kterým byl profesor James Moriarty a v tomto příběhu Sherlocka unavený A. Conan Doyle původně nechal 4.5.1893 zemřít pádem do Reichenbašských vodopádů v Bernské vysočině v Alpách ve Švýcarsku společně s jeho největším protivníkem, profesorem Jamesem Moriartym v závěru jejich posledního souboje. Později, v roce 1903, však pod velkým tlakem veřejnosti, která odmítla připustit konec svého oblíbeného hrdiny, napsal s tvrzením, že Sherlock Holmes umí převézt i smrt, povídku Prázdný dům, ve které se Holmes vrací.

## Seznam případů
Šedesát případů z tzv. kánonu, jejichž autorem je A. Conan Doyle. V závorce jsou uvedeny zkratky vycházející z anglických názvů. Případy jsou seřazeny podle data první publikace.
- Studie v šarlatové (A Study in Scarlet, STUD, román na pokračování, 1887)
- Podpis čtyř (The Sign of the Four, SIGN, román, 1890)
- Skandál v Čechách (A Scandal in Bohemia, SCAN, 1891)
- Spolek ryšavců (The Adventure of the Red-Headed League, REDH, 1891)
- Případ totožnosti (A Case of Identity, IDEN, 1891)
- Záhada Boscombského údolí (The Boscombe Valley Mystery, BOSC, 1891)
- Pět pomerančových jadérek (The Five Orange Pips, FIVE, 1891)
- Ohyzdný žebrák (The Man with the Twisted Lip, TWIS, 1891)
- Modrá karbunkule (The Adventure of the Blue Carbuncle, BLUE, 1892)
- Strakatý pás (The Adventure of the Speckled Band, SPEC, 1892)
- Inženýrův palec (The Adventure of the Engineer's Thumb, ENGR, 1892)
- Urozený ženich (The Adventure of the Noble Bachelor, NOBL, 1892)
- Berylová korunka (The Adventure of the Beryl Coronet, BERY, 1892)
- Dům U měděných buků (The Adventure of the Copper Beeches, COPP, 1892)
- Stříbrný lysáček (Silver Blaze, SILV, 1892)
- Lepenková krabice (The Adventure of the Cardboard Box, CARD, 1892)
- Žlutá tvář (The Adventure of the Yellow Face, YELL, 1893)
- Makléřův úředník (The Adventure of the Stockbroker's Clerk, STOC, 1893)
- Gloria Scottová (The Adventure of the Gloria Scott, GLOR, 1893)
- Musgraveský rituál (The Adventure of the Musgrave Ritual, MUSG, 1893)
- Reigateské panstvo (The Adventure of the Reigate Squire, REIG, 1893)
- Mrzák (The Adventure of the Crooked Man, CROO, 1893)
- Domácí pacient (The Adventure of the Resident Patient, RESI, 1893)
- Řecký tlumočník (The Adventure of the Greek Interpreter, GREE, 1893)
- Námořní smlouva (The Adventure of the Naval Treaty, NAVA, 1893)
- Poslední případ (The Final Problem, FINA, 1893)
- Pes baskervillský (The Hound of the Baskervilles, HOUN, román na pokračování, 1901–1902)
- Prázdný dům (The Adventure of the Empty House, EMPT, 1903)
- Stavitel z Norwoodu (The Adventure of the Norwood Builder, NORW, 1903)
- Tančící figurky (The Adventure of the Dancing Men, DANC, 1903)
- Osamělá cyklistka (The Adventure of the Solitary Cyclist, SOLI, 1903)
- Škola v Priory (The Adventure of the Priory School, PRIO, 1904)
- Černý Petr (The Adventure of Black Peter, BLAC, 1904)
- Charles Augustus Milverton (The Adventure of Charles Augustus Milverton, CHAS, 1904)
- Šest Napoleonů (The Adventure of the Six Napoleons, SIXN, 1904)
- Tři studenti (The Adventure of the Three Students, 3STU, 1904)
- Zlatý skřipec (The Adventure of the Golden Pince-Nez, GOLD, 1904)
- Zmizelý hráč ragby (The Adventure of the Missing Three-Quarter, MISS, 1904)
- Opatské sídlo (The Adventure of the Abbey Grange, ABBE, 1904)
- Druhá skvrna (The Adventure of the Second Stain, SECO, 1904)
- Vila Vistárie (The Adventure of Wisteria Lodge, WIST, 1908)
- Bruce-Partingtonovy dokumenty (The Adventure of the Bruce-Partington Plans, BRUC, 1908)
- Ďáblovo kopyto (The Adventure of the Devil's Foot, DEVI, 1910)
- Rudý kruh (The Adventure of the Red Circle, REDC, 1911)
- Nezvěstná šlechtična (The Disappearance of Lady Frances Carfax, LADY, 1911)
- Umírající detektiv (The Adventure of the Dying Detective, DYIN, 1913)
- Údolí strachu (The Valley of Fear, VALL, román na pokračování, 1914–1915)
- Poslední poklona (His Last Bow, LAST, 1917)
- Mazarinův drahokam (The Adventure of the Mazarin Stone, MAZA, 1921)
- Záhada na Thorském mostě (The Problem of Thor Bridge, THOR, 1922)
- Šplhající muž (The Adventure of the Creeping Man, CREE, 1923)
- Upír v Sussexu (The Adventure of the Sussex Vampire, SUSS, 1924)
- Tři Garridebové (The Adventure of the Three Garridebs, 3GAR, 1924)
- Vznešený klient (The Adventure of the Illustrious Client, ILLU, 1924)
- Dům U tří štítů (The Adventure of the Three Gables, 3GAB, 1926)
- Voják bílý jako stěna (The Adventure of the Blanched Soldier, BLAN, 1926)
- Lví hříva (The Adventure of the Lion's Mane, LION, 1926)
- Barvíř na penzi (The Adventure of the Retired Colourman, RETI, 1926)
- Podnájemnice v závoji (The Adventure of the Veiled Lodger, VEIL, 1927)
- Na starém zámku v Shoscombe (The Adventure of Shoscombe Old Place, SHOS, 1927)

## Ilustrace
Všechny ilustrace Doyleových příběhů, které vycházely v listu The Strand Magazine podepsané monogramem SP, vytvořil skotský kreslíř Sidney Paget. Jedná se o nejslavnějšího ze všech ilustrátorů kánonu. Paget ilustroval Dobrodružství Sherlocka Holmese (104 kreseb), Vzpomínky na Sherlocka Holmese (97), Psa baskervilského (60) a Návrat Sherlocka Holmese (95) pro Strand Magazine.
Stránky Pinocoteca Holmesiana uvádějí, že umělecký editor listu Strand Magazine chtěl původně o ilustrace požádat Pagetova mladšího bratra Waltera, ale provize byla údajně omylem zaslána Sidneymu, který použil Waltera jako model pro vytvoření postavy Sherlocka Holmese.
Po smrti Sidneyho Pageta v lednu 1908 ilustroval jeho bratr Walter v roce 1913 jeden příběh ve Strand Magazinu nazvaný Umírající detektiv.

## Muzeum Sherlocka Holmese ve Švýcarsku

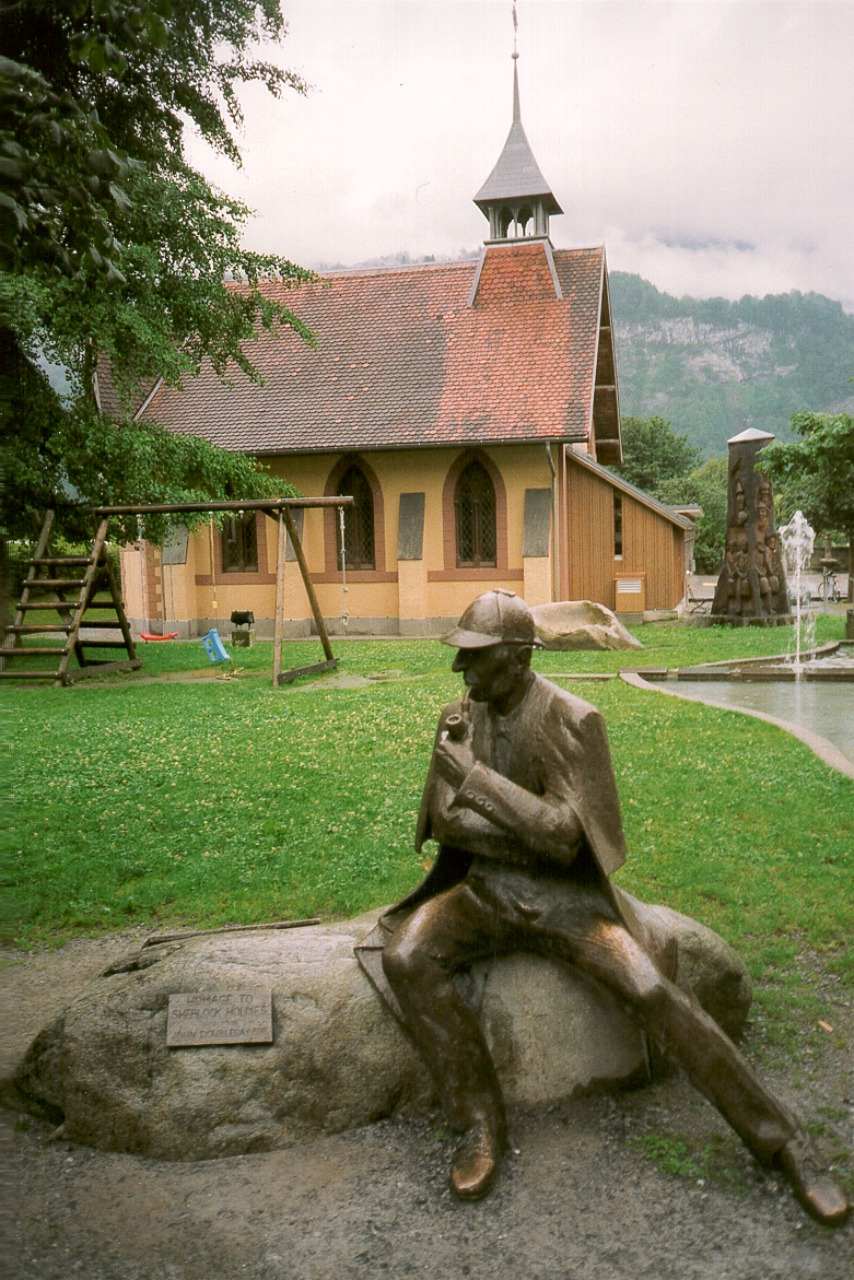
Socha a muzeum Sherlocka Holmese v Meiringenu

Mimo známějšího londýnského muzea byla replika pokoje Sherlocka Holmese též vybudována v Holmesově muzeu ve švýcarské obci Meiringen. Před muzeem je detektivův pomník. Meiringen je poblíž Reichenbašských vodopádů, kde měl Sherlock Holmes zdánlivě zemřít.